# 육각형

정육각형

정육각형을 작도하는 과정

기하학에서 육각형(六角形, 문화어: 륙각형, 영어: hexagon)은 변이 여섯 개인 도형이다. 정육각형(正六角形)의 한 각의 크기는 120°이어서 정다면체는 불가능하지만, 3개가 모이면 360°가 되어 테셀레이션이 가능하다. 이는 정육각형 타일링이다. 정육각형의 내각의 합은 720°이다.
한 변의 길이가 {\displaystyle a}인 정육각형의 넓이는 다음과 같다.
{\displaystyle A={\frac {3{\sqrt {3}}}{2}}a^{2}\simeq 2.59808a^{2}}.

## 자연에서 볼 수 있는 육각형
- 주상절리
- 벌집의 방
- 곤충의 눈
- 눈의 결정
- 토성의 북극
- 베나르 대류
- 폴리에스터의 결정

## 같이 보기
- 정이십사포체
- 육각수 (수학)
- 정육각형 테셀레이션
- 육각별